# Antonio Gómez Pérez
Antonio Gómez Pérez (Madrid, 1 de agosto de 1973) es un exfutbolista y entrenador de fútbol español.

## Trayectoria
Como futbolista fue formado en la cantera del Real Madrid, en la que estuvo a las órdenes de Rafa Benítez y debutó con el primer equipo en la temporada 1995-96 con Jorge Valdano en el banquillo. En la siguiente campaña ficha por el Sevilla F. C. como parte del traspaso de Davor Šuker al Real Madrid, campaña que supuso el descenso del conjunto hispalense a Segunda División contribuyendo con actuaciones muy discretas. Después militó en conjuntos de Segunda División y Segunda División B tales como el Albacete Balompié, Hércules C. F. y C. D. Toledo. Finalmente se retira prematuramente en La Roda Club de Fútbol, conjunto de Tercera División, a causa de una lesión.
Como entrenador, ha dirigido al Albacete juvenil, con el que ganó la Copa del Rey de la categoría en la campaña 2006-07, y al Albacete B, durante dos campañas en Tercera, hasta que el verano de 2009 fichó por el Liverpool FC. En el club inglés se convirtió en ayudante del entrenador, Rafa Benítez, pasando a entrenar al segundo equipo del club, integrado por futbolistas jóvenes. El 23 de junio de 2010 se anunció su fichaje por el Real Valladolid para entrenar al equipo en Segunda División. Fue cesado el 29 de noviembre de ese mismo año tras una serie de malos resultados.
El 17 de junio de 2011 fue nombrado nuevo entrenador del Albacete Balompié, sustituyendo a Mario Simón Matías. El primer año logró meter al equipo en Play off, pero acabaron cayendo derrotados en tanda de penaltis contra el Cádiz. El 17 de marzo de 2013, en su segunda temporada, fue destituido como técnico del Albacete Balompié después de caer al octavo puesto de la clasificación, a falta de 9 jornadas para terminar la liga. En julio de 2013 Ficha como ayudante de campo y analista de Rafa Benítez para trabajar en Italia con el Equipo SSC Napoli. Posteriormente militó como segundo entrenador y jefe de analistas del Real Madrid, también junto a Rafa Benítez, al cual acompañó en sus siguientes equipos: Newcastle United, Dalian Yifang y Everton.

## Clubes

### Como jugador
| Club              | País   |
| ----------------- | ------ |
| Real Madrid       | España |
| Sevilla FC        | España |
| Albacete Balompié | España |
| Hércules CF       | España |
| CD Toledo         | España |
| La Roda           | España |

### Como entrenador
| Club                        | País       | Año       |
| --------------------------- | ---------- | --------- |
| Albacete Balompié (juvenil) | España     | 2006-2007 |
| Albacete B                  | España     | 2007-2009 |
| Liverpool (segundo equipo)  | Inglaterra | 2009-2010 |
| Real Valladolid             | España     | 2010      |
| Albacete Balompié           | España     | 2011-2013 |
| SSC Napoles                 | Italia     | 2013-2015 |
| Real Madrid (*)             | España     | 2015      |
| Newcastle United F. C. (*)  | Inglaterra | 2016-2019 |
| Dalian Yifang (*)           | China      | 2019-2021 |
| Everton F. C. (*)           | Inglaterra | 2021-     |

(*) Como Entrenador Adjunto.

## Palmarés como entrenador
| Título               | Club              | País   | Año  |
| -------------------- | ----------------- | ------ | ---- |
| Copa del Rey Juvenil | Albacete Balompié | España | 2007 |
| Coppa Italia         | SSC Napoli        | Italia | 2014 |
| Supercoppa de Italia | SSC Napoli        | Italia | 2014 |